# Ефимова, Людмила Борисовна
Людми́ла Бори́совна Ефи́мова (бел. Людміла Барысаўна Яфімава; 19 марта 1937, Горловка, Сталинская область, Украинская ССР, СССР — 3 января 2018, Минск) — белорусский хоровой дирижёр. Народный артист Беларуси (2000), Заслуженный деятель искусств Белорусской ССР (1991).

## Биография
В 1963 г. окончила Ленинградскую консерваторию (теперь Санкт-Петербургская консерватория имени Н. А. Римского-Корсакова). Представитель Ленинградской школы хорового дирижирования. Во время учёбы познакомилась со своим будущим мужем Юрием Михайловичем Ефимовым. После окончания консерватории ей предлагали возглавить ленинградскую капеллу. С 1967 г. работала преподавателем в Минском музыкальном училище имени Михаила Глинки, где основала концертный хор. С 1987 г. художественный руководитель и главный дирижёр Государственной академической хоровой капеллы им. Г. Ширмы. Пришла на работу в капеллу во время кризиса и смогла успешно преодолеть его. Продолжала и развивала традиции основателя капеллы, большое внимание уделяла пропаганде белорусской народной песни. Исполнительной манере Ефимовой были присущи глубокое проникновение в содержание произведение, опора на классический вокал. Под руководством Ефимовой капелла выступила на 26-м международном фестивале старинной и современной камерной музыки в Полоцке (Белоруссия).
Умерла 3 января 2018 г. Похоронена на Восточном кладбище в Минске.

## Личная жизнь
- Муж — дирижёр Юрий Михайлович Ефимов.
- Дети — дочь Ольга и сын Борис.

## Награды
- Орден Франциска Скорины (2010).
- Народный артист Беларуси (2000).
- Заслуженный деятель искусств Белорусской ССР (1991).
- Почётная грамота Совета Министров Республики Беларусь (2005)[10].